# Nicolaus von Tornauw
Baron Nicolaus Konstantin von Tornauw, auch Tornau und falsch Thornau, russisch барон Николай Егорович Торнау,  Nikolai Egorovič Tornauw (* 10. Dezember 1811 in Riga; † 29. April 1882 in Dresden) war ein kaiserlich-russischer Verwaltungsjurist deutsch-baltischer Herkunft und Verfasser einer der ersten Darstellungen des islamischen Rechts in deutscher Sprache.

## Leben und Wirken
Tornauw stammte aus dem über Pommern nach Kurland gekommenen Zweig des ursprünglich mecklenburgischen Adelsgeschlechts von Tornow. Er war Sohn des Rigaer Staatsrats und livländischen Gouvernement-Postmeisters Georg von Tornauw (1764–1825). Nach dem Besuch der Eliteschule Lyzeum Zarskoje Selo trat er 1829 in den russischen Staatsdienst ein. Er wurde von Karl Robert von Nesselrode gefördert, der ihn zum Sekretär der russischen Gesandtschaft in Persien berief.
Wenig später wechselte er vom auswärtigen in den Verwaltungsdienst und war fünf Jahre als Vizegouverneur der Kaspischen Provinz in Transkaukasien eingesetzt. Hier studierte er das islamische Recht aus den Quellen und stellte es in einer umfassenden Studie in russischer Sprache dar. Diese kam 1851 in die engere Auswahl für den Demidow-Preis. 1855 erschien das Werk mit Hilfe zweier befreundeter Bearbeiter, des livlanändischen Regierungsrats Arnold von Tideböhl und des Hofgerichtsrats Theodor von Boetticher, auf Deutsch in Leipzig, wo Tornauw Mitglied der Deutschen Morgenländischen Gesellschaft war. 1863 wurde er als Ehrenmitglied in die Naturwissenschaftliche Gesellschaft ISIS Dresden aufgenommen.
Von 1848 bis 1851 war er Kanzleidirektor in der Zivilverwaltung der Ostseegouvernements. Später war er an der Kaiserlichen Kanzlei und als Ober-Procurator des Senats in St. Petersburg tätig.
Tornauw spielte eine wichtige Rolle in der beginnenden Erdölindustrie in und um Baku, wofür er von 1858 bis 1862 aus dem Staatsdienst ausschied. 1857 gründete er mit Vasily Kokorev (1817–1889) und später Pjotr Ionowitsch Gubonin (1825–1894) die Transkaspische Gesellschaft für den Handel mit Asien. Neben dem Handel mit Persien war ihr Zweck, aus bituminösen Stoffen Leuchtöl zu gewinnen. Vorbild war dabei die deutsche Herstellung von Photogen, einem leichten Leuchtölgemisch in Bitterfeld. Dazu erbaute das Konsortium eine Raffinerie nach Plänen von Justus von Liebig in der Nähe der ewigen Flammen des Ateschgah von Baku. Die ersten Destillationsversuche wurden nicht mit Rohöl, sondern mit sogenanntem Kir (erdwachshaltigem Asphaltfladen) unternommen. Die Ausbeute war mit 15 bis 20 % jedoch sehr ineffizient. Nach Experimenten von Liebigs nach Baku entsandten Assistenten Moldenhauer führte Wilhelm Eichler (1823–1891) 1860 die Erzeugung aus Erdöl ein und machte dadurch das Unternehmen lebensfähig. So entstand die erste Raffinerie unter der Firma Bakusche Naphthagesellschaft. 1862 zog sich Tornauw aus der Unternehmensleitung zurück und ging zurück in den Staatsdienst.
Ab 1863 erarbeitete er mit Julius Zeibig eine Übertragung der Gabelsberger-Kurzschrift ins Russische und gehörte einer Kommission an, die die Einführung der Stenographie im Russischen Reich vorbereitete. Von 1867 bis 1870 war er Präsident des Gerichts in Charkiw. Seit 1867 Senator, wurde er 1875 Mitglied des Staatsrats. 1878 nahm er aus Krankheitsgründen seinen Abschied. Seine letzten Lebensjahre verbrachte er in Dresden.
Er war verheiratet mit Clara Julia Elisabeth Helene von Boetticher (* 15. März 1822 in Mitau; † 3. Februar 1888 in Dresden), Nichte des deutschbaltischen Generals der kaiserlich-russischen Armee Gustav von Boetticher (1782–1848).

## Werke
- Izoženie načal musul'manskago zakonověděnija. Sanktpeterburg: Tip. II Otd. Sobstv. E. I. V. Kanceljarii 1850 
  - Digitalisat des Exemplars der Bayerischen Staatsbibliothek
  - deutsche Ausgabe: Das Moslemische Recht aus den Quellen dargestellt. Leipzig: Dyk 1855
  - Digitalisat des Exemplars der Bayerischen Staatsbibliothek
  - Nachdruck: Amsterdam: Rodopi 1970
  - französische Ausgabe: Le droit musulman exposé d'après les sources. Paris: Cotillon 1860 (Digitalisat)
- (mit Julius Woldemar Zeibig): Uebertragung des Gabelberger'schen Systems auf's Russische. Dresden, 1863. 2. Auflage 1864
- Das Eigentumsrecht nach moslemischen Rechte. In: Zeitschrift der Deutschen Morgenländischen Gesellschaft (ZDMG) 36 (1882), S. 285–338 (Digitalisat der Universitäts- und Landesbibliothek Sachsen-Anhalt)